# Edgerton, Ohio
Edgerton là một làng thuộc quận Williams, tiểu bang Ohio, Hoa Kỳ. Năm 2010, dân số của làng này là 2012 người.

## Dân số
- Dân số năm 2000: 2117 người.
- Dân số năm 2010: 2012 người.